# Конкрийт
Конкрийт (на английски: Concrete, звуков файл и буквени символи за произношение ) е град в окръг Скаджит, щата Вашингтон, САЩ. Конкрийт е с население от 790 жители (2000) и обща площ от 3,2 km². Намира се на m надморска височина. ЗИП кодът му е 98237, а телефонният му код е 360.